# I Know It's Over
«I Know It's Over» es una canción de la banda de rock inglesa The Smiths . Grabado en 1985, es el tercer tema de su tercer álbum de estudio The Queen Is Dead.

## Trasfondo
La instrumentación fue escrita por Johnny Marr en el verano de 1985. La interpretación vocal de Morrissey en esta pista es considerada por muchos como una de las mejores de su carrera. Originalmente, se suponía que la canción tendría trompeta durante el estribillo al final, pero se descartó. En el libro "Songs That Saved Your Life", Simon Goddard explica que Morrissey no mostró la letra a sus compañeros de banda hasta que la pista instrumental estuvo completamente terminada. Marr alguna vez describió presenciar la interpretación vocal de Morrissey como "uno de los momentos más destacados de mi vida".

## Recepción
Simon Reynolds de Pitchfork escribió: "La escritura en 'I Know It’s Over' es un tour de force, desde la imagen inicial de la cama vacía, sin sexo, sin amor, como una tumba, pasando por las inversiones suicidas de 'El mar quiere llevarme / El cuchillo quiere cortarme', hasta las autolesiones de 'Si eres tan gracioso, entonces ¿por qué estás solo esta noche?' y finalmente la gracia inesperada y sorprendente de 'Es tan fácil odiar / Se necesita fuerza para ser gentil y amable'". En 2017, Rob Sheffield de Rolling Stone colocó la canción en el número tres en su ranking de 73 canciones de The Smiths.
Más negativamente, Mark Coleman de Rolling Stone escribió que "Como era de esperar, Morrissey se pone su disfraz de cabra de la miseria para" I Know It's Over "y" Never Had No One Ever "(excepto mamá, claro)". 

## Espectáculos en vivo
La canción fue interpretada 29 veces por los Smiths y se reprodujo en todos los shows de la etapa británica de la gira Queen Is Dead, además del último show único. La canción aparece en el álbum en vivo de 1988 Rank.

## Versiones
La canción fue versionada con frecuencia en shows en vivo por el fallecido músico estadounidense Jeff Buckley, y se grabó una versión en 1995.

## En la cultura popular
La canción se utiliza como argumento de la película (500) Days of Summer, en la que el protagonista (cuando era niño) malinterpreta la letra irónica de la canción como genuina.

## Personal
- Morrissey - voz
- Johnny Marr - guitarras
- Andy Rourke - bajo
- Mike Joyce - batería